# التجمع الوطني للديمقراطية والحرية والمساواة
التجمع الوطني للديمقراطية والحرية والمساواة هو حزب سياسي في موريتانيا. فاز الحزب في انتخابات 19 نوفمبر و3 ديسمبر 2006 بمقعد واحد من أصل 95 مقعدا.